# ブエナヴェントゥラ・ドゥルティ
ホセ・ブエナヴェントゥラ・ドゥルティ・ドゥマンへ（スペイン語:José Buenaventura Durruti Dumange, 1896年7月14日 - 1936年11月20日）は、スペインの革命家。アナルコ・サンディカリスムを支持しており、スペイン戦争の発生前と最中である1936年から1939年までの3年間、全国労働者連合とイベリア・アナーキスト連盟に属していた。スペイン革命 (1936年)では影響を及ぼし、アナキスト運動の英雄とされている。

## 生涯

### 生い立ち
母アナスタシア・ドュマンヘと父サンティアゴ・ドゥルティとの間にレオンに生まれる。彼は8人きょうだいの次男であった。5歳で小学校に入学したが、その4年後にCalle Misericordia schoolに転校した。14歳になると学校を退学し、レオンの操車場にて見習いの機械工となる。18歳からレオン州のマタジャナ・デ・トリオで仕事を始めた。ちょうどそのころ、父親の影響で、スペインの社会主義者団体である労働者総合組合(UGT)に入団した。1917年8月、ドゥルティはUGTが呼びかけたストライキに積極的に参加した。政府は組合員と雇用者との合意を無視し、暴動を鎮圧しようとスペイン軍を動員した。この際、70人が殺害され、500人以上の労働者が負傷した。また、2,000人のストライキ参加者が裁判や法的な手続きを経ずに投獄された。こういった、スペイン国家がもつアナキスムへの残虐性は、若きドゥルティに甚大かつ永続的な影響を及ぼした。ドゥルティは暴動からかろうじて免れたが、フランスに亡命せざるを得なくなった。彼はそこで、同じように亡命してきた無政府主義者たちと出会った。1917年の秋から1920年のはじめまで、パリで機械工として働いた。その後、彼はスペインに戻ることにし、フランス国境に近い、バスク州のサン・セバスティアンという町にたどり着いた。ここでも彼は、その地にいた無政府主義者たちに紹介された。そして彼らとは、のちにLos Justicieros(スペイン語で復習者たちの意)という戦闘組織をサン・セバスティアンにて結成した。1921年、サン・セバスティアンでクルサール会議場の落成式が行われた際、組織のうち何人かがスペイン国王のアルフォンソ13世を暗殺しようとしたが失敗に終わった。その直後、無政府主義者によって統制されていた全国労働者連合(CNT)の当時の総裁は、ドゥルティに、バルセロナの労働者を組織化するため、バルセロナに行くよう説得した。当時のバルセロナでは、サンディカリストも同じようにアナキスト運動が容赦なく弾圧されており、そのメンバーのほとんどは投獄されるか処刑されていた。そこで彼は、アナキスト団体Los Solidarios(スペイン語で｢連帯｣の意）を結成した。これはいわゆるアフィニティ・グループのなかで最も有名なものの一つである。1923年、その組織は枢機卿フアン・ソルデヴィーリャ・ロメロの暗殺に関与した。それはアナルコ・サンディカリスムの組合活動家であるサルヴァドール・セギの殺害の報復として行われた。1923年にミゲル・プリモ・デ・リベラがスペインで権力を掌握した後、ドゥルティとその仲間たちはバルセロナとフランス国境の近くにある兵舎を襲撃した。だが、これは失敗に終わり、かなり多くのアナキストたちが殺された。これらの敗北の後、ドゥルティとその仲間たちはラテンアメリカに逃れた。彼らはキューバを訪れ、チリとアルゼンチンで銀行強盗を行い、幅広く旅行した。
ドゥルティとその仲間たちはバルセロナに戻り、影響力のある闘士組織となった。

## 写真資料

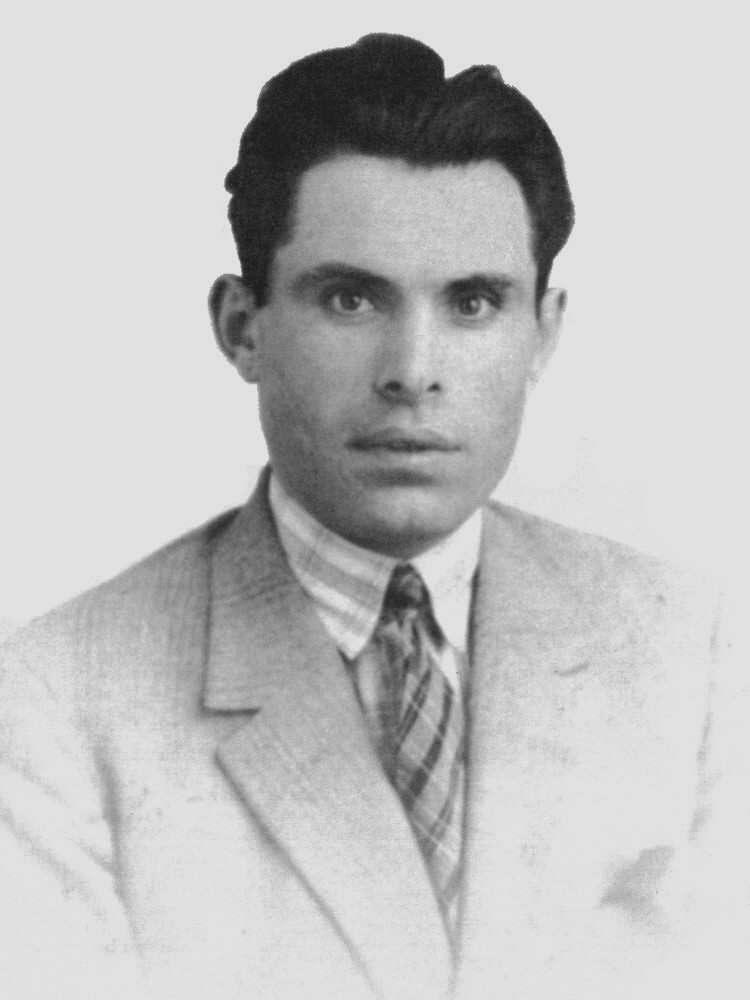
ドゥルティの肖像
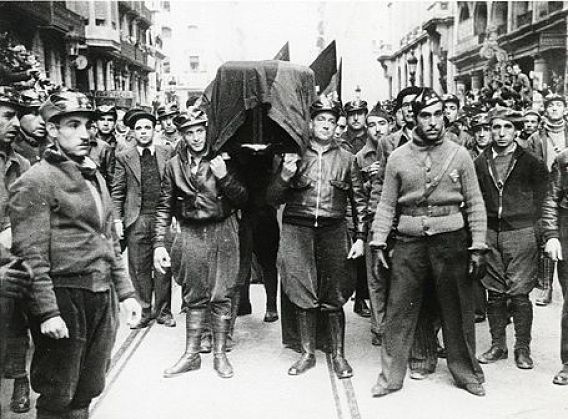
ドゥルティの葬儀   　　　(1936年11月23日)
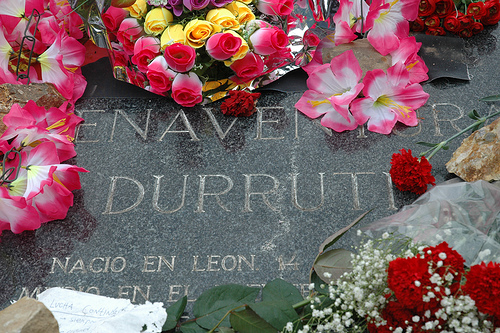
ドゥルティの墓碑。  　死後69年を記念して　　　　　　　花々が手向けられてい る。
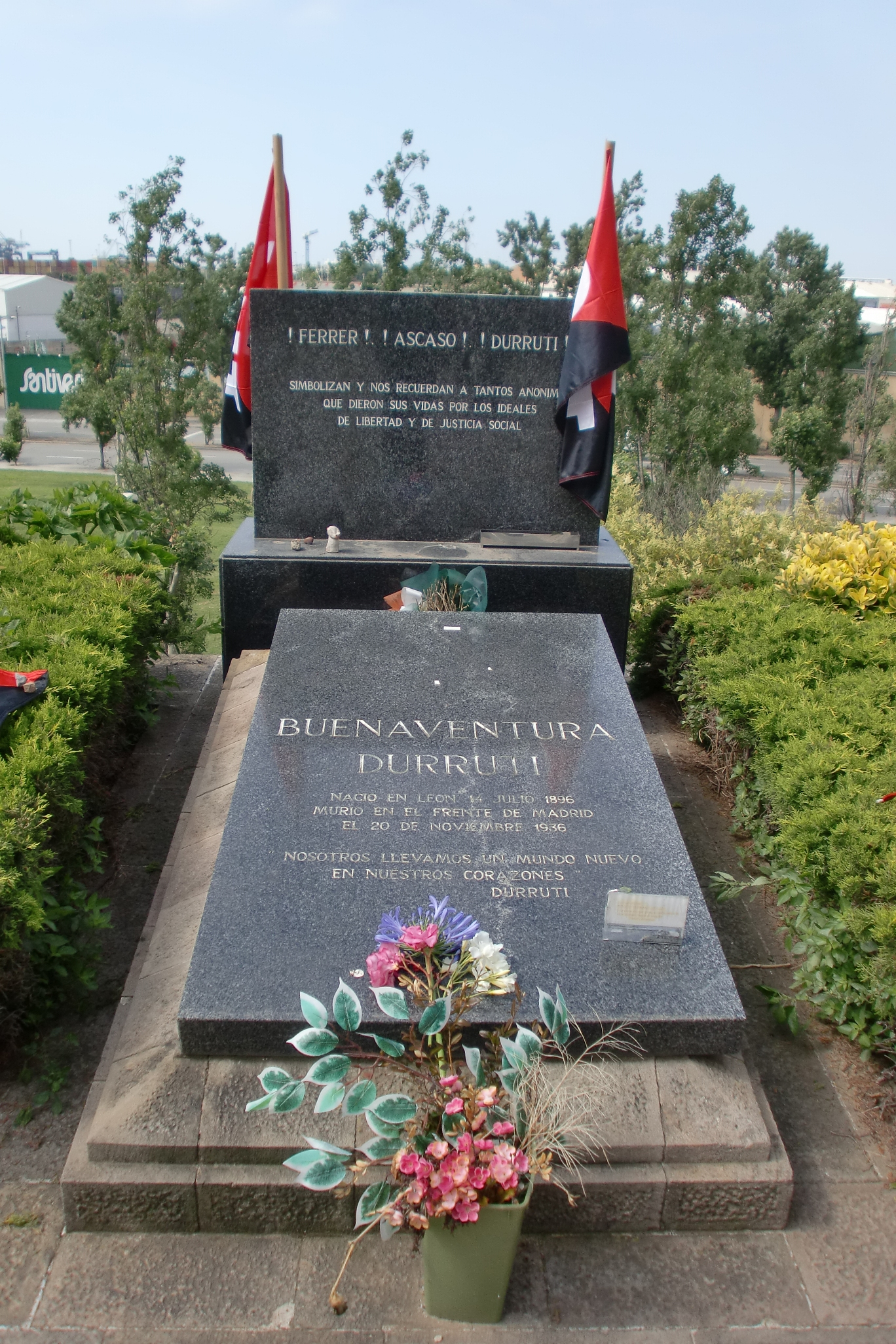
バルセロナにある  　ドゥルティの墓碑
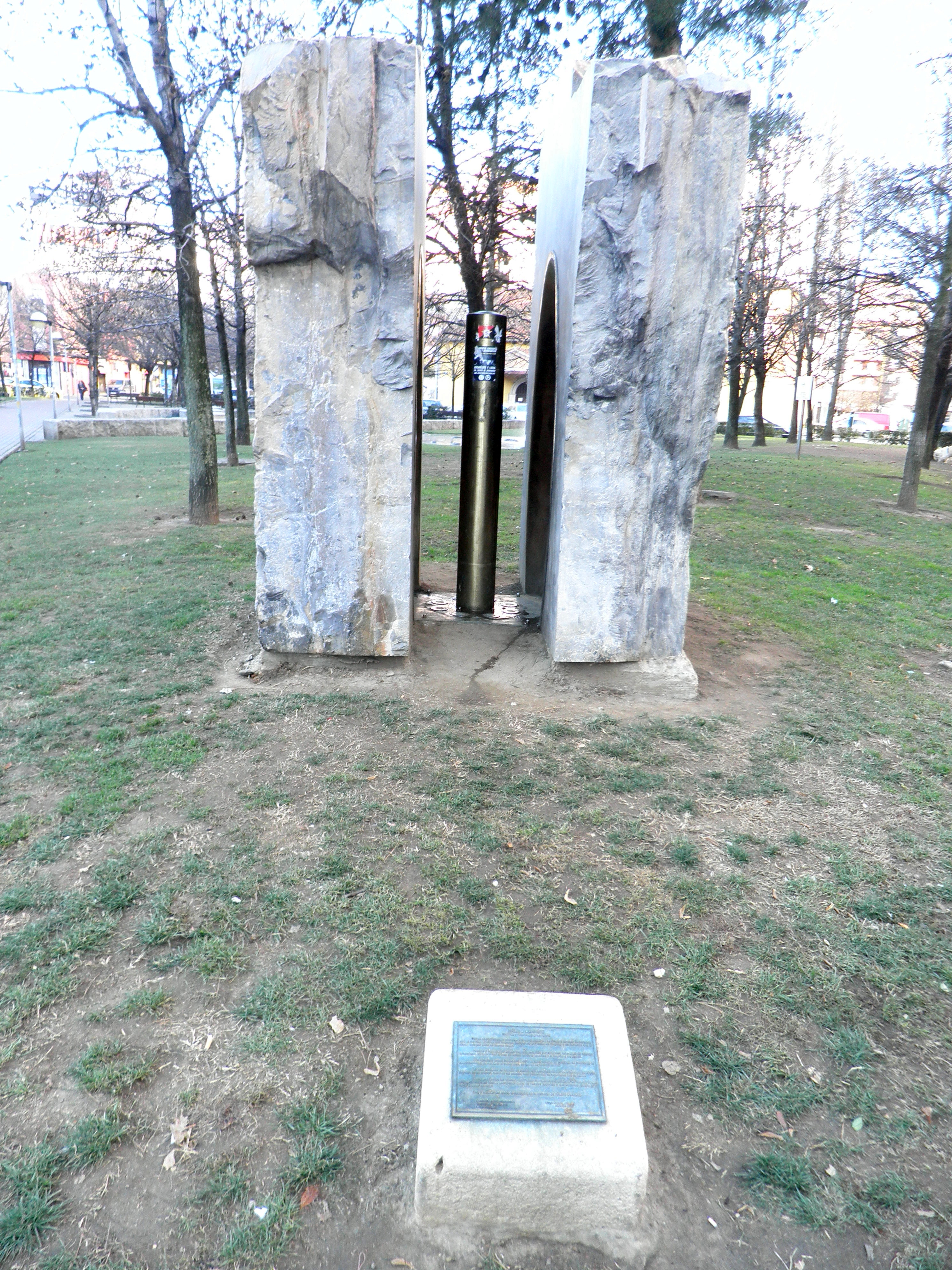
ドゥルティを称える 　記念碑(レオン)